# PBEM
PBEM predstavlja englesku skraćenicu za Play By E-Mail ili igru putem E-pošte. Nastale su iz igri putem pošte (engl. Play By Mail). Najbolji primer je šah, koji udaljeni igrači igraju već mnogo godina razmjenjujući poteze poštom. Dolaskom interneta, običnu poštu polako zamjenjuje E-pošta. Za razliku od većine računarskih "online" igara igrač ne mora biti stalno spojen na mrežu. Igrači igraju kada žele i svoju poziciju ili napravljeni potez šalju u odgovarajućoj datoteci E-poštom svom protivniku.